# Heliaeschna sembe
Heliaeschna sembe är en trollsländeart som beskrevs av Elliot C.G. Pinhey 1962. Heliaeschna sembe ingår i släktet Heliaeschna och familjen mosaiktrollsländor. IUCN kategoriserar arten globalt som livskraftig. Inga underarter finns listade i Catalogue of Life.